# دژ داشتادم
دژ داشتادِم (ارمنی: Դաշտադեմի ամրոց) یک دژ استراتژیک متعلق به سده‌های ۱۰ تا ۱۹ میلادی می‌باشد که در حومه روستای داشتادم در استان آراگاتسوتن ارمنستان واقع شده است.
در ابتدای سده ۱۹ میلادی دیوار بتنی هشت‌ضلعی پیرامون دژ بناگردیده است.